# Wusterhausen/Dosse
Wusterhausen/Dosse är en kommun (Gemeinde) och ort vid floden Dosse i Tyskland, belägen i Landkreis Ostprignitz-Ruppin i förbundslandet Brandenburg.  Huvudort i kommunen är Wusterhausen/Dosse, som av historiska skäl kallas Stadt Wusterhausen/Dosse, även om kommunen sedan 1997 inte längre har stadsstatus.

## Administrativ indelning
Följande orter utgör kommundelar (Ortsteile) i Wusterhausens kommun: Bantikow, Barsikow, Blankenberg, Brunn, Bückwitz, Dessow, Emilienhof, Ganzer, Gartow, Kantow, Läsikow, Lögow, Metzelthin, Nackel, Schönberg, Sechzehneichen, Segeletz, Tornow, Tramnitz, Trieplatz, Wulkow och Wusterhausen/Dosses stad.